# Debut
Debut é o álbum de estreia da artista musical islandesa Björk. O seu lançamento ocorreu em 5 de julho de 1993, através da One Little Indian e Elektra Records.  Sendo o primeiro após sua dissolução do grupo The Sugarcubes, o disco possui sonoridade inspirada em estilos alternativos como o electronic pop, house, jazz e trip hop. A produção do projeto foi feita pela própria artista em conjunto com Nelle Hooper.
O álbum recebeu, em suas análises, aclamação por parte dos críticos britânicos, enquanto críticos dos Estados Unidos obtiveram críticas mistas em relação ao disco. Após seu lançamento, Debut vendeu mais do que sua gravadora previa, tendo a terceira posição como pico na UK Albums Chart e a 61ª como melhor na Billboard 200. Foi certificada de ouro no Canadá e de platina nos Estados Unidos, e continua sendo o álbum mais vendido da artista até a data. Cinco singles foram lançados do disco: "Human Behaviour", "Venus as a Boy", "Play Dead", "Big Time Sensuality" e "Violently Happy". Todos tiveram posições na UK Singles Chart, com o primeiro, terceiro e último entrando em paradas dance e de rock moderno nos Estados Unidos.

## Antecedentes e produção

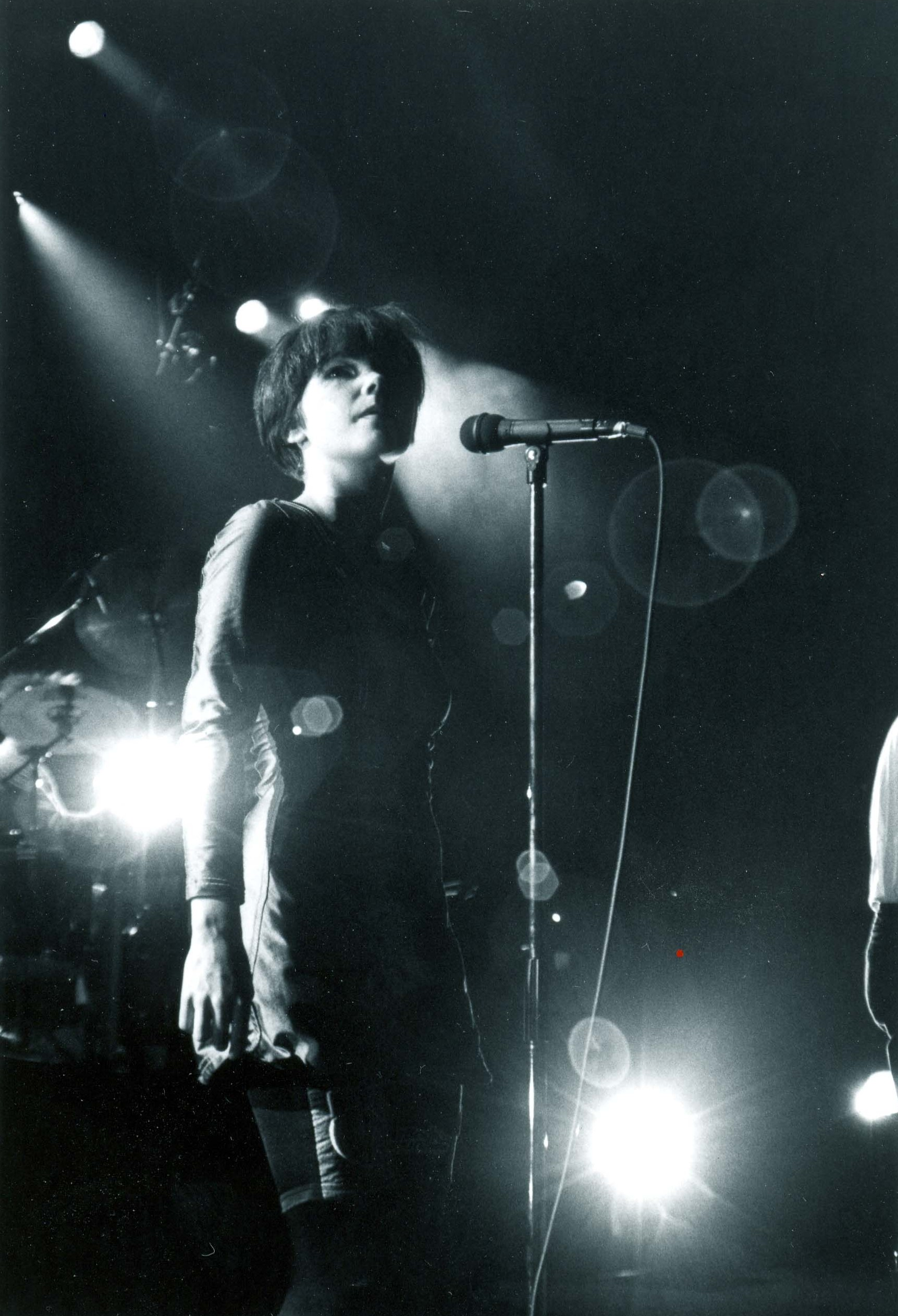
Björk se apresentando no Japão com os The Sugarcubes. Debut significou um rompimento do gênero rock que era feito pela banda, fazendo com que a artista procurasse sua própria identidade artística.

Enquanto ainda se apresentava como a vocalista do grupo islandês de rock alternativo Sugarcubes, Björk se aproximou de Ásmundur Jónsson, dono da gravadora Bad Taste e do produtor Derek Birkett, dono do selo One Little Indian Records com uma fita demo de suas próprias canções em que ela estava trabalhando. Essas demos incluíam versões de canções que apareceriam no Debut, incluindo "The Anchor Song" e "Aeroplane". Depois que o seu grupo entrou em hiatus, ela se mudou para Londres, Inglaterra, onde ela e Birkett trabalharam nos detalhes do que se tornaria Debut. Björk admitiu que a música de Sugarcubes não era do seu gosto e que seu contato com a cultura dos clubes subterrâneos de Londres no final da década de 1980 e início da década de 1990 ajudou a encontrar sua própria identidade musical. Ela ainda afirmou que "como um nerd de música, eu só tinha que seguir meu coração, e meu coração era aqueles batimentos que estavam acontecendo na Inglaterra. E talvez eu esteja entendendo mais e mais à medida que eu fico mais velha, que a música como a de Kate Bush realmente me influenciou. Brian Eno. Acid. Batidas eletrônicas. Selos como Warp".
Muitas das músicas do álbum foram escritas anos antes de Björk se mudar para Londres, incluindo "Human Behavior", que foi escrita quando a cantora era adolescente. A musicista tinha posto de lado essas canções afirmando que "estava em bandas punk, e as canções não eram punk". Björk já havia escrito metade das músicas de Debut de alguma forma, mas não tinha nada gravado. Com nenhum produtor em linha para trabalhar, ela continuou a compor canções com um dos membros do 808 State, Graham Massey, na casa de um amigo em Manchester, onde ela iria escrever canções que seriam incluídas em álbuns posteriores, incluindo "Army of Me" e "The Modern Things".
Ao criar mais faixas eletrônicas com Massey, Björk desenvolveu o desejo de trabalhar com um produtor de jazz. Querendo trabalhar com um harpista, o produtor Paul Fox, que já havia trabalhado com os Sugarcubes, apresentou a cantora ao harpista de jazz Corky Hale. Hale se recusaria educadamente a trabalhar com a artista até que seu enteado, que era fã de Sugarcubes, insistiu que ele tinha que tomar o trabalho. A cantora gravou um punhado de músicas jazz standard com Hale, incluindo "I Remember You" e uma versão inicial de "Like Someone in Love". Fox também apresentou Björk para Oliver Lake e os dois gravaram outro jazz standard, "Life Is Just a Ball of Cherries", com o grupo de jazz de Lake para o filme de John Hughes, Curly Sue. Hughes recusou a ideia da gravação para o filme, mas isto levou a outra de que Debut deveria ser produzido por Fox e organizado por Oliver Lake. A musicista contratou Lake para trabalhar com outros saxofonistas em sessões localizadas em Londres para Debut. As contribuições de Lake ao álbum são ouvidas em faixas como "Aeroplane" e "The Anchor Song".

Björk estava planejando que vários produtores trabalhassem no álbum, mas essa ideia nunca se concretizou. Então, a cantora iria ter o álbum produzido com Paul Fox até que ela fosse apresentada ao produtor Nellee Hooper por seu namorado Dominic Thrupp. Hooper já tinha produzido álbuns para Soul II Soul, Sinéad O'Connor e Massive Attack, o que fez a artista ficar cética em relação a trabalhar com ele, afirmando: "Eu pensei que Nellee era de muito bom gosto para o meu gosto. Mas então eu o conheci, e eu cheguei a ouvir sobre suas idéias fabulosas". As idéias de gravação de Björk e Hooper eram muito semelhantes, o que levou à decisão de terminar o trabalho de produção com Massey e Fox. Hooper introduziu Björk à tecnologia de estúdio e ao programador de estúdio Marius de Vries, que deu ao CD um estilo moderno com o uso de teclados e sintetizadores. Hooper produziu as primeiras dez faixas do álbum, enquanto Björk co-produziu "Like Someone in Love" com Hooper e produziu "The Anchor Song" sozinha. Ainda juntos, Björk e Hooper passaram muitas sessões no estúdio trabalhando no Debut até que o álbum fosse terminado no início de 1993.
| Críticas profissionais                                                      | Críticas profissionais |
| Avaliações da crítica                                                       | Avaliações da crítica  |
| Fonte                                                                       | Avaliação              |
| --------------------------------------------------------------------------- | ---------------------- |
| allmusic                                                                    | [ 13 ]                 |
| NME                                                                         | [ 14 ]                 |
| Q                                                                           | [ 15 ]                 |
| Rolling Stone                                                               | [ 16 ]                 |
| Esta tabela precisa de ser acompanhada por texto em prosa. Consulte o guia. |                        |

## Faixas
Todas as faixas escritas e compostas por Björk, exceto onde anotado.
1. "Human Behaviour" (Björk/Hooper) - 4:12
2. "Crying" (Björk/Hooper) - 4:49
3. "Venus as a Boy" - 4:41
4. "There's More to Life Than This" [Ao vivo] (Björk/Hooper) - 3:21
5. "Like Someone in Love" (Björk/VanHeusen) - 4:33
6. "Big Time Sensuality" (Björk/Hooper) - 3:56
7. "One Day" - 5:24
8. "Aeroplane" - 3:54
9. "Come to Me" - 4:55
10. "Violently Happy" (Björk/Hooper) - 4:58
11. "The Anchor Song" - 3:32
12. "Atlantic" - 2:04 (Faixa Bônus edição Japonesa)
13. "Play Dead" (Björk/Arnold/Wobble) - 3:56 (Faixa Bônus Japão/Portugal/Reino Unido)

## Paradas e certificações
| Parada (1993)                    | Posição |
| -------------------------------- | ------- |
| Austrália - ARIA Albums Chart    | 10      |
| Nova Zelândia - RIANZ            | 5       |
| Reino Unido - UK Albums Chart    | 3       |
| Estados Unidos - Top Heatseekers | 1       |
| Estados Unidos - Billboard 200   | 61      |

| País           | Cerfificação |
| -------------- | ------------ |
| Estados Unidos | Platina      |